# Gila Bend
Gila Bend (O'odham Pima: Hila Wi:n) ist eine Ortschaft im Maricopa County des US-Bundesstaats Arizona.
Das U.S. Census Bureau hat bei der Volkszählung 2020 eine Einwohnerzahl von 1892 ermittelt.
Gila Bend hat eine Fläche von 59,1 km². Die Bevölkerungsdichte beträgt 32 Einwohner pro km². Seinen Namen verdankt der Ort einer nahegelegenen 90-Grad-Kurve des Gila River.

## Lage
Der Ort befindet sich im südwestlichen Teil Arizonas, etwa 82 Kilometer (51 Meilen) von Phoenix entfernt. Südlich der Stadt verläuft die Interstate 8, und durch Gila Bend führt die Arizona State Route 85.

## Sonstiges
Der Ort wird unter anderem in Karl Mays Kolportageroman Deutsche Herzen, Deutsche Helden genannt und Gerd Trommer verfasste einen Roman mit dem Titel Der Todesreiter von Gila Bend.